# TV5 (Filipiny)
TV5 (wcześniej znana jako ABC) – filipińska stacja telewizyjna, założona 1 marca 1960 roku przez Chino Roces. Stacja ma swoją siedzibę w Mandaluyong.